# Luchthaven Lukla
De luchthaven Lukla is een klein vliegveld in het plaatsje Lukla (dorpscommissie Chaurikharka in het district Solukhumbu) in Oost-Nepal. Luchthaven Lukla wordt ook wel Tenzing-Hillary Airport genoemd. Het vliegveld is populair omdat Lukla de plaats is waar bergbeklimmers beginnen met het beklimmen van de Mount Everest.
Er zijn dagelijks vluchten naar de hoofdstad Kathmandu. Deze vluchten worden alleen uitgevoerd als het weer niet te slecht is. De korte startbaan van 460 meter lang, welke een hellingspercentage heeft van 12%, is alleen geschikt voor STOL (Short Take Off and Landing) vliegtuigen en helikopters. Aan het einde van de startbaan is een ravijn van 700 meter diep; het begin ligt tegen een berghelling aan en is in feite doodlopend. Lukla Airport geldt, samen met de luchthaven van Nuuk (korte landingsbaan bij een afgrond), als het meest extreme en gevaarlijke vliegveld ter wereld.
Het vliegveld van Lukla is niet het hoogst gelegen vliegveld ter wereld (2.859 m). Het hoogst gelegen vliegveld ter wereld is de luchthaven Daocheng Yading in de autonome Tibetaanse Prefectuur Garzê in China (4.411 m). Luchthaven Lukla heeft op Juancho E. Yrausquin Airport na de kortste landingsbaan van de wereld.

## Luchtvaartmaatschappijen en bestemmingen
- Agni Air - Kathmandu
- Gorkha Airlines - Kathmandu
- Nepal Airlines - Kathmandu, Kangel Danda, Lamidanda, Phaplu, Rumjatar

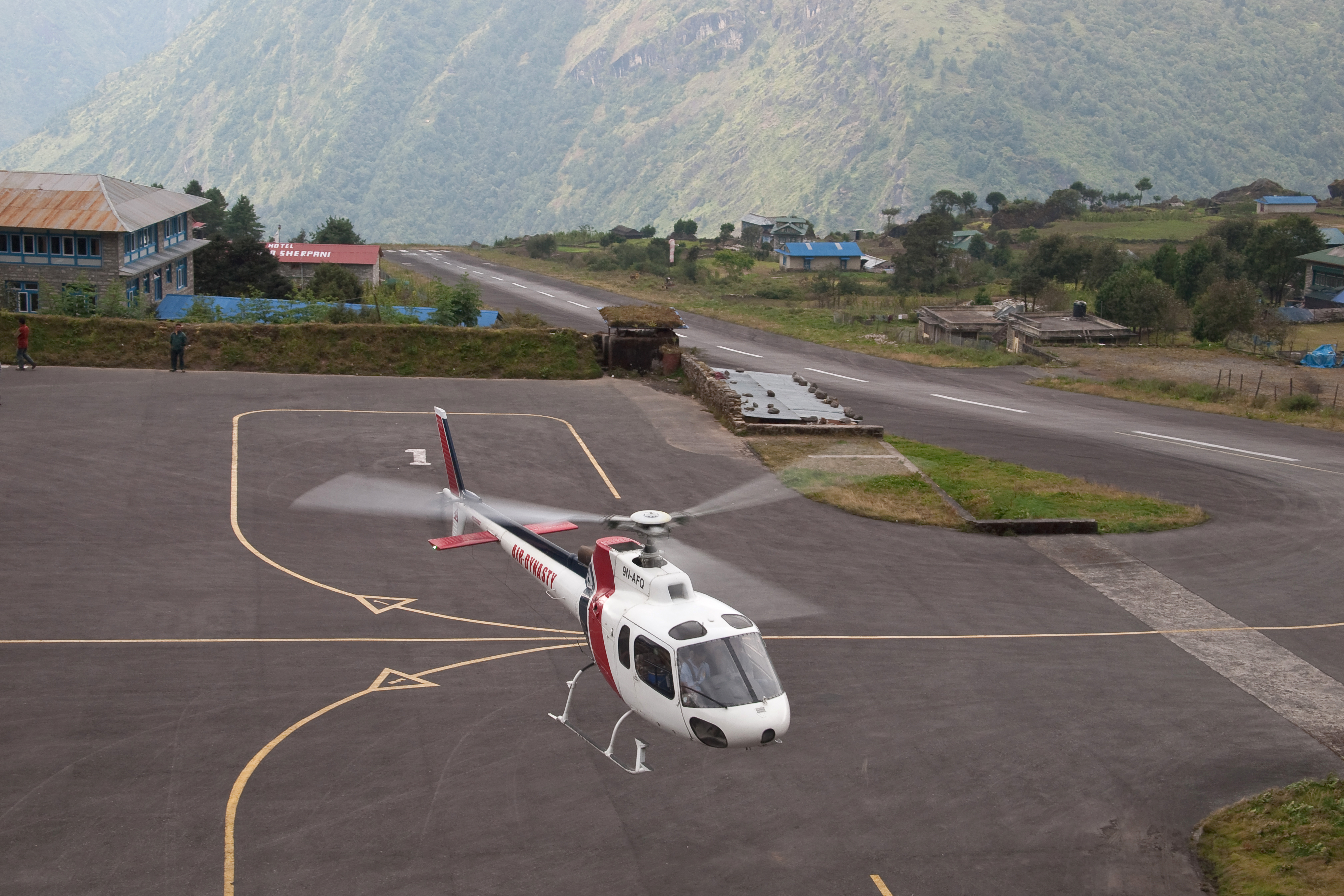
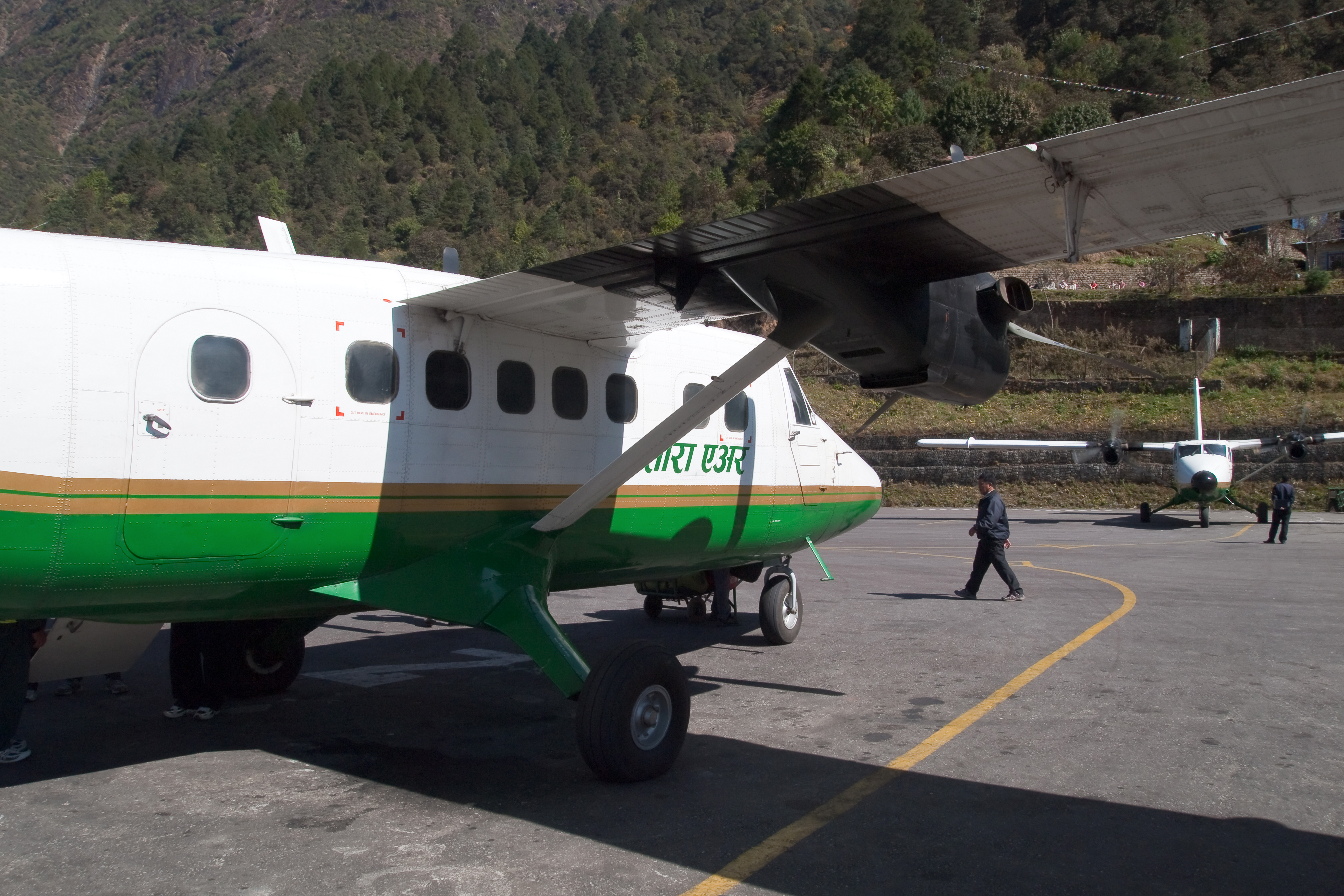
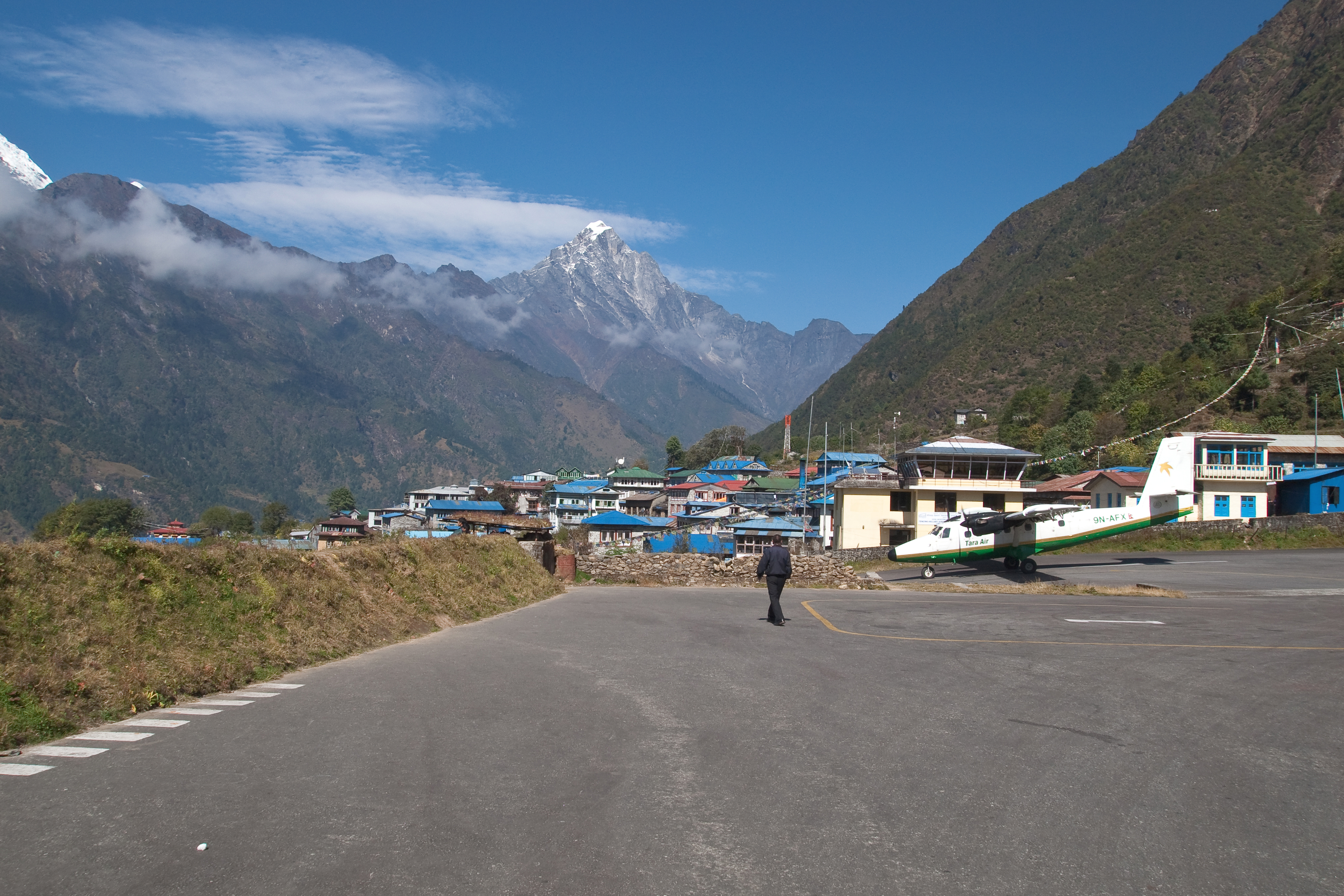

- Sita Air - Kathmandu
- Tara Air - Kathmandu

## Ongevallen
- 9 juni 1991 - Royal Nepal Airlines, De Havilland DHC-6 Twin Otter (9N-ABA). Na een vlucht van Kathmandu crasht het vliegtuig bij de landing in Lukla in slecht weer.
- 25 mei 2004 - Yeti Airlines, De Havilland DHC-6 Twin Otter (9N-AFD). Na een vlucht van Kathmandu crasht het vliegtuig bij het aanvliegen door een zware wolk.
- 1 oktober 2004 - Sita Air, Dornier Do 228. Bij de landing in Lukla breekt op de baan het neuswiel af.
- 30 juni 2005 - Gorkha Airlines, Dornier Do 228. Bij de landing in Lukla glijdt het toestel van de baan af.
- 8 oktober 2008 - Yeti Airlines, De Havilland DHC-6 Twin Otter (9N-AFE). Na een vlucht van Kathmandu crasht het vliegtuig bij het aanvliegen.[2]
- 24 augustus 2010 - Een vliegtuig crasht nadat het tijdens een vlucht van Kathmandu naar Lukla is teruggestuurd naar Kathmandu vanwege slecht weer.[3]
- 12 oktober 2010 - Een vliegtuig van Sita Air kan niet tijdig afremmen en vliegt tegen een muur aan het einde van de landingsbaan. Niemand raakt gewond, maar de neus van het vliegtuig is zwaar beschadigd.
- 27 mei 2017 - Een vliegtuig van Goma Air crasht in mistige omstandigheden bij het landen. De piloot komt hierbij om het leven, 2 andere bemanningsleden zijn zwaargewond. Er zijn verder geen passagiers aan boord.
- 14 april 2019 - Een klein passagiersvliegtuig van Summit Air botst tijdens het opstijgen op een helikopter. Bij het ongeluk vallen drie doden en raken drie anderen gewond.